# 俄畝
俄畝（羅馬化：desyatina）是俄罗斯帝国時期使用的一种古老、基本的土地测量方法。一俄畝相當于2,400平方萨珍，2.702英亩，10,925.397504平方米或1.09公顷。